# Dabéko
Dagbego este o comună din regiunea Bas-Sassandra, Coasta de Fildeș.